# Gnathia marleyi

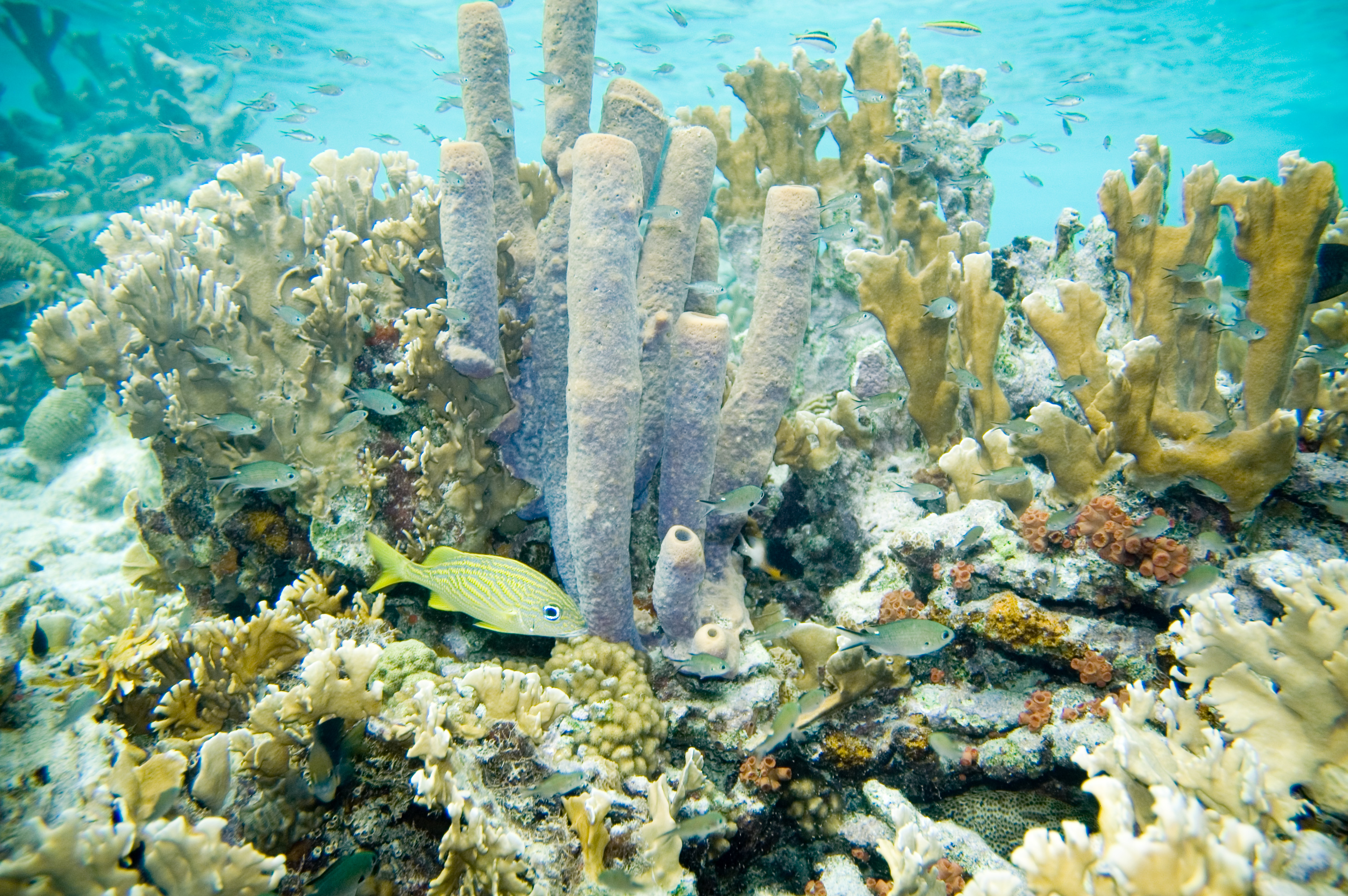
Der Französische Grunzer (gelb gestreift) im Riff zwischen Schwämmen und Korallen. Vom Riff aus befallen die juvenilen Stadien von Gnathia marleyi in der Nacht den Fisch.

Gnathia marleyi ist ein parasitischer Krebs aus der Ordnung der Asseln. Er kommt in der Karibik vor und befällt hauptsächlich den Französischen Grunzer, einen Fisch aus der Familie der Süßlippen und Grunzer (Haemulidae).

## Merkmale
Erst nach Züchtung adulter Tiere aus Larven, die man auf Fischen gefunden hatte, konnte die  Art Gnathia marleyi identifiziert und 2012 beschrieben werden. Die parasitierenden Larvenstadien waren schon seit vielen Jahren bekannt.
Der Cephalothorax der Männchen wirkt von oben her gesehen nahezu rechteckig. Der vordere Körperabschnitt (Cephalosoma) wird aber nach hinten etwas schmäler, sodass eine kleine Einbuchtung des Cephalothorax an den beiden Seiten sichtbar ist. Der Vorderrand des Cephalosoma ist in der Mitte etwas eingebuchtet und besitzt mehrere kleine kegelförmige Fortsätze. Die Männchen haben eine Mandibel, die fast so lang wie das Cephalosoma ist. Sie besitzt 10 bis 11 Zähnchen. Auf dem Cephalosoma liegen seitlich die beiden Augen und die Antennenpaare. Da die Gnathia-Arten mit ihrem breiten Cephalothorax und den großen Mandibeln an die Soldaten der Termiten erinnern, werden sie manchmal als „Termiten der Meere“ bezeichnet, obwohl sie mit diesen Insekten nicht verwandt sind.
Die Weibchen haben ebenfalls einen fast rechteckigen Cephalothorax. Die Seitenränder des Cephalosomas sind leicht konvex, es ist rund 1,2 Mal so breit wie lang. Der Vorderrand ist gerundet.
Das dritte Larvenstadium ist durch eine große Mandibel charakterisiert, auf der 8 große, dreieckige Zähne sitzen, die nach hinten gerichtet sind. An der Spitze der Mandibel gibt es zusätzlich 2 kleine Zähne. Die Larven erreichen während der drei Larvenstadien, die jeweils durch eine Häutung abgeschlossen werden, Längen von 0,5 bis 3 Millimetern.

## Vorkommen
Gnathia marleyi kommt in der östlichen Karibik, beispielsweise vor den zu den USA gehörenden Jungferninseln vor.

## Lebensweise
Die drei Larvenstadien von Gnathia marleyi und die adulten Tiere leben benthisch auf dem Boden zwischen Korallen, Schwämmen und in Seegraswiesen.
Nur die juvenilen Stadien von Gnathia marleyi befallen Fische. In Fällen, in denen nur die Jungstadien parasitieren, wird von protelischem Parasitismus gesprochen. Dabei hilft den Larven von Gnathia marleyi die chemische Sinneswahrnehmung, die ihnen auch in der Nacht die Anwesenheit von geeigneten Wirtstieren signalisiert. Tagsüber könnten sie von ihren Wirten, zu deren Nahrungsspektrum sie zählen, gefressen werden. Nach einiger Zeit, in der sich die Larven auf der Haut der Fische festhaken, um sich von deren Blut und Gewebsflüssigkeit zu ernähren, lassen sie sich wieder zu Boden fallen, wo sie sich häuten. Es wird angenommen, dass die adulten Tiere keine Nahrung mehr zu sich nehmen, sondern von den Reserven, die sie im dritten Larvenstadium als Parasiten angesammelt haben, zehren. Die Meeresasseln leben dann noch mehrere Monate auf dem Boden. In dieser Zeit können sie sich fortpflanzen.
Es wird angenommen, dass Gnathia marleyi, ähnlich wie blutsaugende Insekten, als Überträger von Krankheiten fungieren. Zu den übertragenen Krankheitserregern zählen Hämogregarinen, die zu einer Reduktion der Blutzellen und damit zu einer Schwächung des Immunsystems der Fische führen können.

## Benennung
Der Artname marleyi wurde aus „Respekt und Bewunderung“ für die Musik des 1981 verstorbenen Reggae-Musikers Bob Marley gewählt. Paul C. Sikkel, einer der Erstbeschreiber, wies darauf hin, dass die neue Art in der Karibik ebenso einzigartig sei, wie seinerzeit der jamaikanische Musiker Marley.